# Río Talvera
El río Talvera (en italiano, Talvera; en alemán Talfer) es un río que nace a 2.781 m de altura en las proximidades del passo di Pennes en los Alpes Sarentinos, en el Alto Adigio. Desemboca en el río Isarco, en Bolzano, después de una cincuentena de kilómetros de recorrido.
Atraviesa por completo el municipio de Sarentino y solo en sus últimos kilómetros entra en la ciudad de Bolzano. El parque del Talvera constituye un banco fluvial natural en pleno corazón de la capital altoatesina.
Los principales afluentes del Talvera son los ríos Valdurna y  Danza.